# Nova Gorica
Nova Gorica là một thành phố và khu tự quản của Slovenia. Thành phố này có diện tích km2, dân số là 13.852 người (thị xã); 21.082 người bao gồm cả ngoại ô; 31.000 người (khu tự trị).. Đô thị này nằm ở phía tây Slovenia, tại biên giới với Ý. Nova Gorica là một thành phố mới, được xây dựng sau năm 1948 khi Hòa ước Paris thiết lập một biên giới mới giữa Nam Tư với Ý, khiến Gorizia gần đó nằm ngoài biên giới Nam Tư, do đó tách Soča và thung lũng Vipava và tây bắc cao nguyên Kras khỏi trung tâm vùng truyền thống. Nova Gorica là trung tâm thành thị chính của vùng truyền thống Goriška ở Littoral Slovenia.

## Thành phố kết nghĩa
- Aleksandrovac, Serbia
- Klagenfurt, Áo
- Otočac, Croatia
- San Vendemiano, Ý
- Oghuz, Azerbaijan